# Бутари
Бутари (словен. Butari, итал. Buttari је насељено место у словеначкој општини Копар у покрајини Приморска која припада Обално-Крашкој регији.

## Географија
Насеље се налази у близини извора реке Драгоње, на надморској висини од 367,9 метара, површине 2,03 км². 

## Историја
До територијалне реорганизације у Словенији налазили су се у саставу старе општине Копар.

## Становништво
На попису становништва 2011. године, Бутари су имали 43 становника.
| Број становника по пописима | Број становника по пописима | Број становника по пописима |
| --------------------------- | --------------------------- | --------------------------- |
| 1991                        | 2002                        | 2011                        |
| 31                          | 38                          | 43                          |